# Percy Bysshe Shelley
Percy Bysshe Shelley, född 4 augusti 1792 i Horsham i West Sussex, död 8 juli 1822 i La Spezia-bukten utanför Lerici i Italien (drunkning), var en brittisk författare och poet.
Shelleys liv präglades av familjekriser, dålig hälsa och ett motstånd mot hans politiska åsikter, hans ateism och trotsande av sociala normer och konventioner. Hans andra fru var Mary Shelley, känd för att ha skrivit Frankenstein.

## Biografi
Shelley studerade vid Eton och Oxford. I Oxford tillhörde han University College där det idag finns en romantiserad skulptur av den drunknade skalden. Han relegerades 1811 från Oxford för att ha skrivit en stridsskrift om ateism.
Han rymde med Harriet Westbrooke när hon var 16 år och gifte sig senare med henne. Han besökte Irland och Wales och skrev fler stridsskrifter, där han försvarade vegetarianism och politisk frihet. 1813 utgav han poemet Queen Mab vars tema var just politisk frihet.
Vid denna tid övergav han även sin hustru till förmån för Mary Wollstonecraft Shelley Godwin och reste med henne till Schweiz. Shelley gifte sig 30 december 1816 med Mary (sedan Harriet hade begått självmord genom att dränka sig). Domstolen i England tog ifrån honom vårdnaden av de två barnen han hade med Westbrooke; motivet därtill var att Shelley var ateist. Från 1818 var paret Shelley och Wollstonecraft bosatt i Italien. 
Shelley bekämpade hela livet kristendomens intolerans och förtryck i alla former. I många av hans verk är frihetslängtan det dominerande motivet. Han är berömd för bl.a. dikten Ozymandias, Den befriade Prometheus, Adonais och Till en lärka.

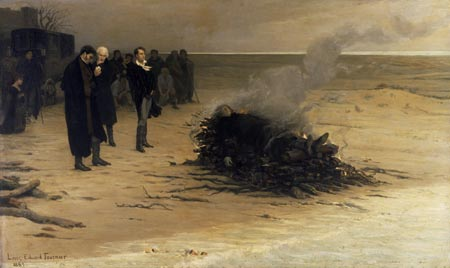
En målning av Louis Edouard Fournier som visar Percy Bysshe Shelleys likbål.

Shelley drunknade i La Spezia-bukten, utanför Liguriens kust, när han var ute och seglade med sin skonare Ariel. Han kremerades på stranden, men hjärtat fördes till Rom av hans vän Edward John Trelawny och begravdes där på Protestantiska kyrkogården. Långt senare restes en minnesvård över Trelawny strax intill.
Percy Florence Shelley, Shelleys son med Mary Wollstonecraft Shelley Godwin, tog över den baronettitel som fadern avstått ifrån.

## Politiskt engagemang
Shelley var en politisk radikal som påverkades av tänkare som Rousseau, Thomas Paine, William Godwin, Mary Wollstonecraft och Leigh Hunt. Han var republikan och förespråkade bland annat ickevåld, vegetarianism, reform av parlamentet, yttrandefrihet och en mer jämn fördelning av inkomst och rikedom. I sina publicerade verk formulerade han sig ofta mer försiktigt än i sitt privatliv, på grund av risken för åtal och en önskan att inte stöta bort mer moderata vänner och politiska allierade. Trots det övervakades han under perioder av Home Office. 
Shelleys mest inflytelserika politiska arbete under åren direkt efter hans död var dikten Queen Mab. Hans längsta politiska uppsats, A Philosophical View of Reform, skrevs 1820 men publicerades inte förrän 1920. 

### Ickevåld
Shelley förespråkade ickevåldsligt motstånd, och trodde att våldsamma protester ökade risken för militärt övertagande. 
I sin pamflett An Address, to the Irish People skrev han: ”Jag vill inte se saker förändras nu, för det kan inte ske utan våld, och vi kan försäkra oss om att ingen av oss är lämpliga för någon förändring, som är bra på något sätt, om vi nedlåter oss att använda våld i en sak tror vi rätt.” I A Philosophical View of Reform, som skrevs senare, menade han att ett begränsat politiskt våld kunde motiveras under vissa omständigheter och som en sista utväg.
Shelleys dikt The Mask of Anarchy (skriven 1819, men publicerad först 1832) har kallats "kanske det första moderna ställningstagandet för principen om icke-våldsamt motstånd". Gandhi var bekant med dikten och det är möjligt att Shelley hade ett indirekt inflytande på Gandhi genom Henry David Thoreaus essä Civil olydnad.

### Religion
Shelley var ateist och såg organiserad religion som oupplösligt kopplad till socialt förtryck. 
Den uttalade och underförstådda ateismen i många av hans verk skapade en allvarlig risk för åtal för religiös förtal. Hans tidiga broschyr The Necessity of Atheism slutade säljas snart efter publicering efter ett klagomål från en präst. Hans dikt Queen Mab, med utdragna attacker mot präster, kristendomen och religion i allmänhet, åtalades två gånger 1821. Ett antal av hans andra verk redigerades före publicering för att minska risken för åtal.

### Fri kärlek
Shelley ansåg att sexuella relationer borde vara öppna och bara pågå så länge ett ömsesidigt intresse finns. Kärlek, ansåg han, borde också vara fri och inte föremål för lydnad, svartsjuka och rädsla. Shelleys tro på fri kärlek var starkt inspirerat av Mary Wollstonecrafts och William Godwins arbete. 

### Vegetarianism
Shelley blev vegetarian i början av mars 1812 vilket han fortsatte vara, med enstaka undantag, under resten av sitt liv. Shelleys vegetarianism påverkades av antika tänkare som Hesiodos, Pythagoras, Sokrates, Platon, Ovidius och Plutarchos, men mer direkt av John Frank Newton, författare till The Return to Nature, or, A Defense of the Vegetable Regimen (1811). 
Shelley skrev två uppsatser om vegetarianism: A Vindication of Natural Diet (1813) och On the Vegetable System of Diet (skriven cirka 1813-15, men publicerades först 1929). Shelleys argument för vegetarianism har kallats slående moderna. Han betonar hälsofördelarna, arbetet mot djurs lidande, djurhållningens ineffektiva användning av jordbruksmark och den ekonomiska ojämlikheten till följd av kommersialiseringen av animalisk livsmedelsproduktion.. 
Shelleys liv och texter inspirerade grundandet av Vegetarian Society i England 1847 och påverkade bland andra George Bernard Shaw att bli vegetarian.

## Eftermäle
Nedslagskratern Shelley på planeten Merkurius är uppkallad efter honom.